# Temesliget

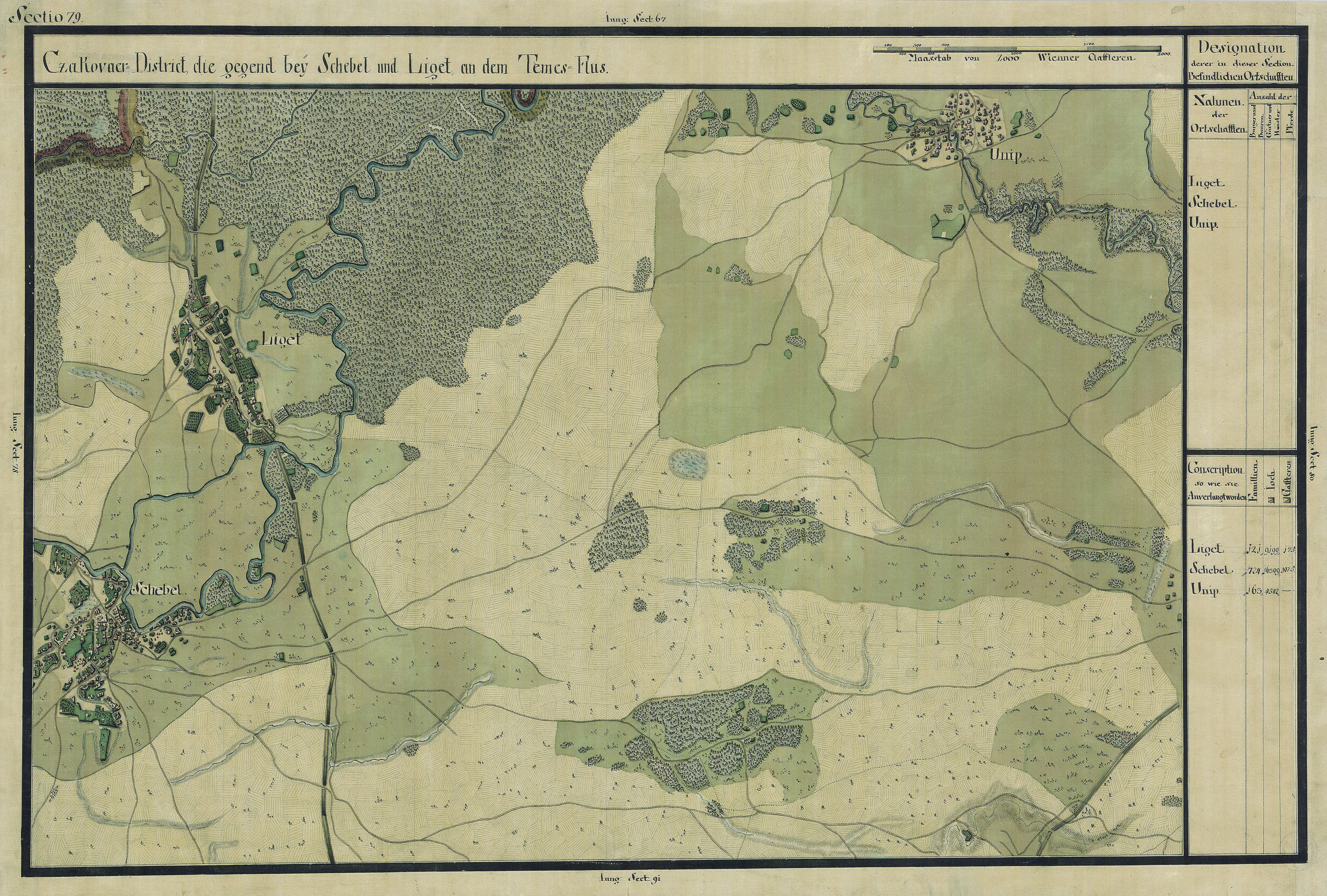
Temesliget egy régi térképen

Temesliget (románul: Pădureni) település Romániában, a Bánságban, Temes megyében.

## Fekvése
A Temes közelében Széphely mellett fekvő település.

## Története
Liget nevét csak a török hódoltság utáni időktől említették az oklevelek. Korábbi sorsáról nem találhatók adatok, azonban a török idők után már lakott hely volt.
Az 1761-ből való térkép óhitűektől lakott helységként jelölte.
1838-ban 105 3/8 jobbágytelke volt, birtokosa pedig 1848-ig a vallás- és tanulmányi alap volt, a 20. század elején pedig a csáki vallás- és tanulmányi közalapítványi uradalomnak volt itt nagyobb birtoka.
A trianoni békeszerződés előtt Temes vármegye Csáki (1913-ig Csákovai) járásához tartozott.
1910-ben 1822 lakosából 1611 román, 73 cigány, 62 magyar, 66 német volt. Ebből 1191 görögkeleti ortodox, 503 görögkatolikus, 97 római katolikus volt.
Temesligethez tartozott Miratanya is, ahol egy fennmaradt monda szerint a tatárok annyi menekülőt koncoltak fel, hogy lovaik bokáig jártak embervérben.
2004-ben vált ki Széphely községből és szervezték önálló községgé.

## Közlekedés
A települést érinti a Temesvár–Alsósztamora-Temesmóra-vasútvonal.

## Nevezetességek
- Görög keleti temploma 1837-ben épült.
- Görögkatolikus temploma 1846-ban készült el.

## Híres szülöttei
- Itt született 1857. november 13-án Sztura Szilárd esztéta, filozófiai író, műfordító.
- Itt született 1917. december 15-én Szloboda János költő, elbeszélő.